# Vår Gårds konferensanläggning

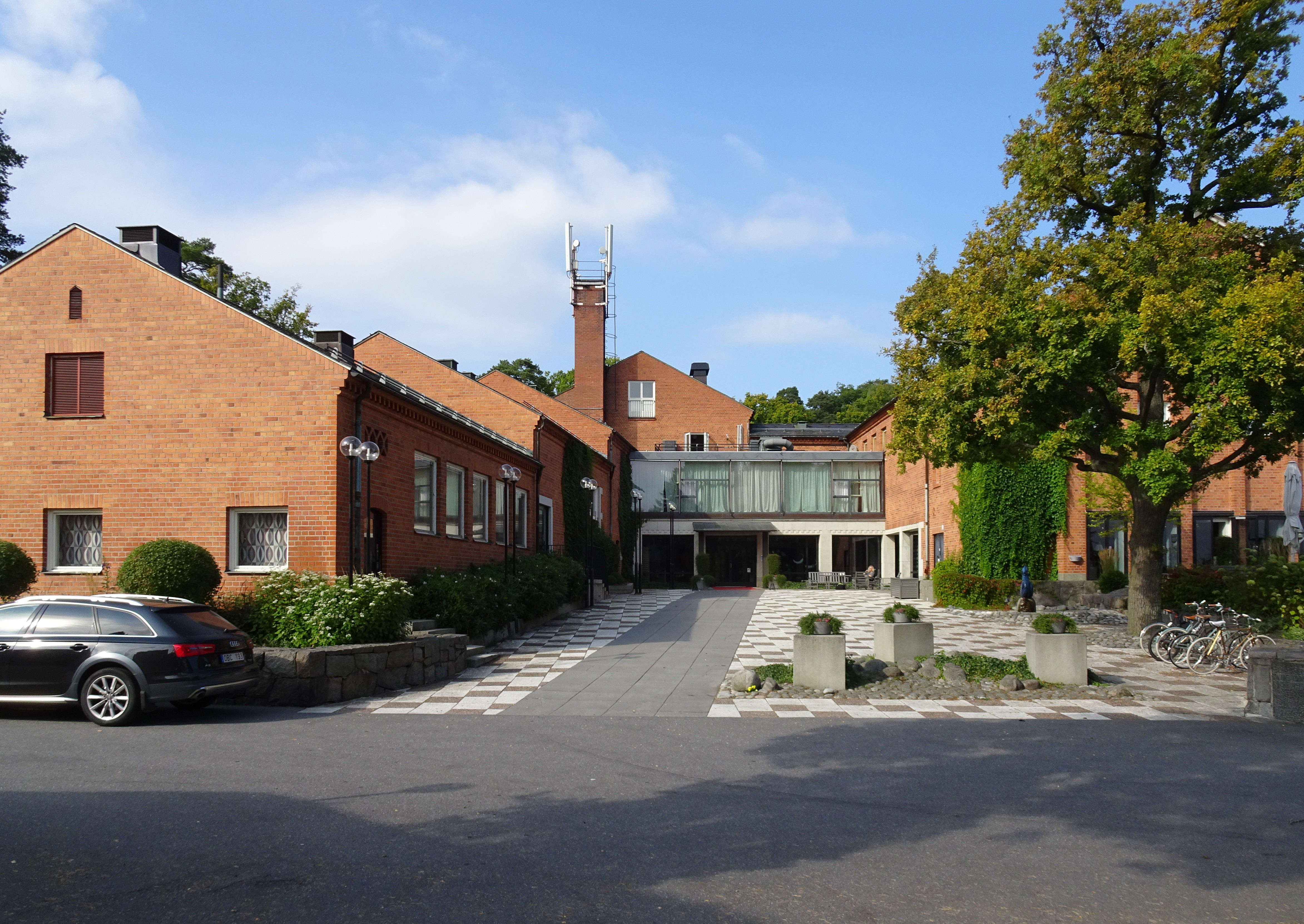
Entrén till Vår Gårds konferens- och hotellanläggning.

Vår Gårds konferens- och hotellanläggning är en del av den av Kooperativa förbundet ägda Vår Gård, belägen vid Ringvägen 6 i Saltsjöbaden, Nacka kommun. Anläggningens byggnader uppfördes i två etapper på 1950- och 1960-talen efter ritningar av arkitekten Dag Ribbing och utgör idag den "moderna delen" av Vår Gårds byggnader.

## Byggnader, etapp 1

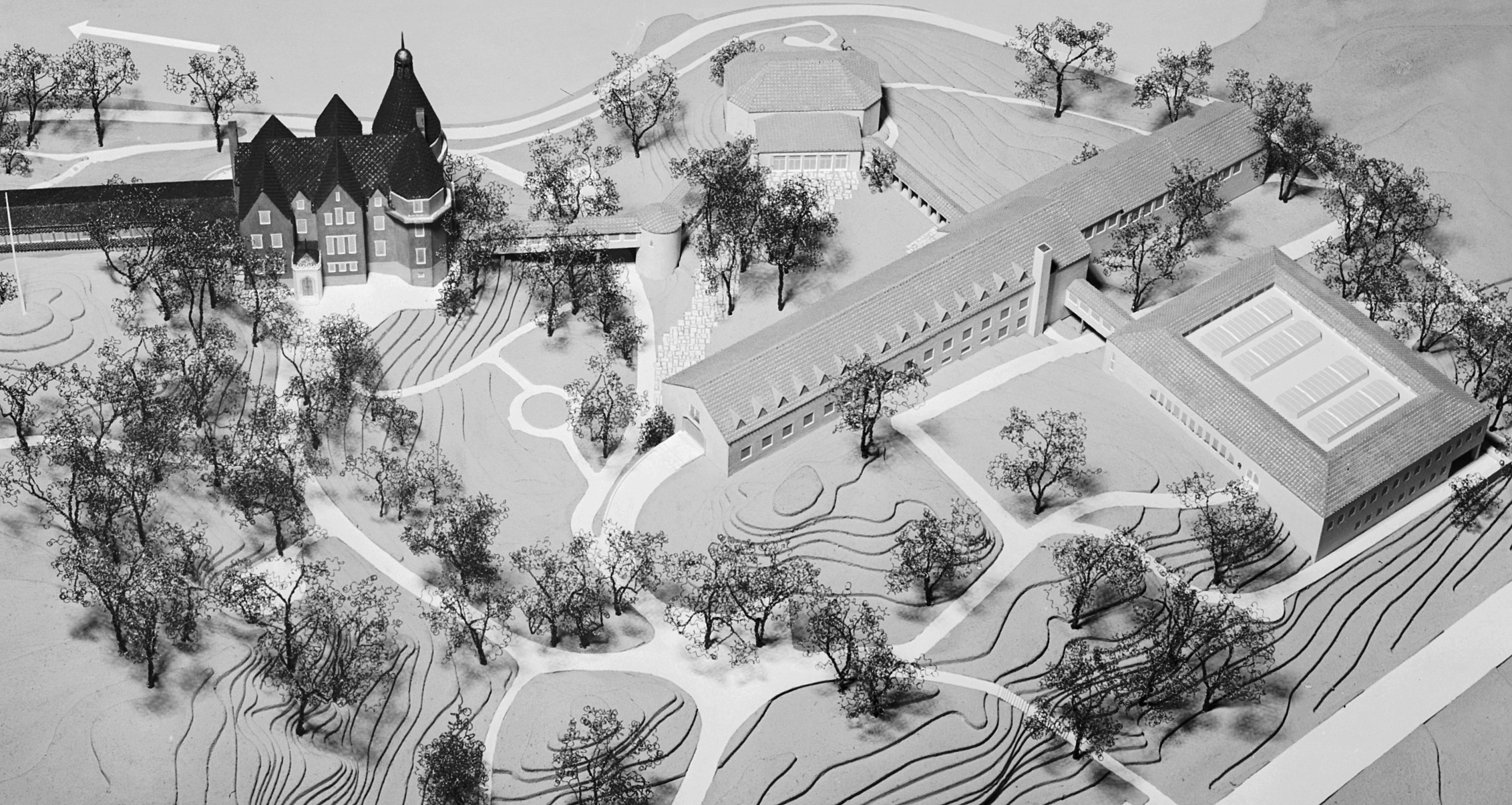
Modell från 1947 med Villa Skärtofta till vänster. Nybyggnadsförslaget enligt modellen utfördes dock aldrig.

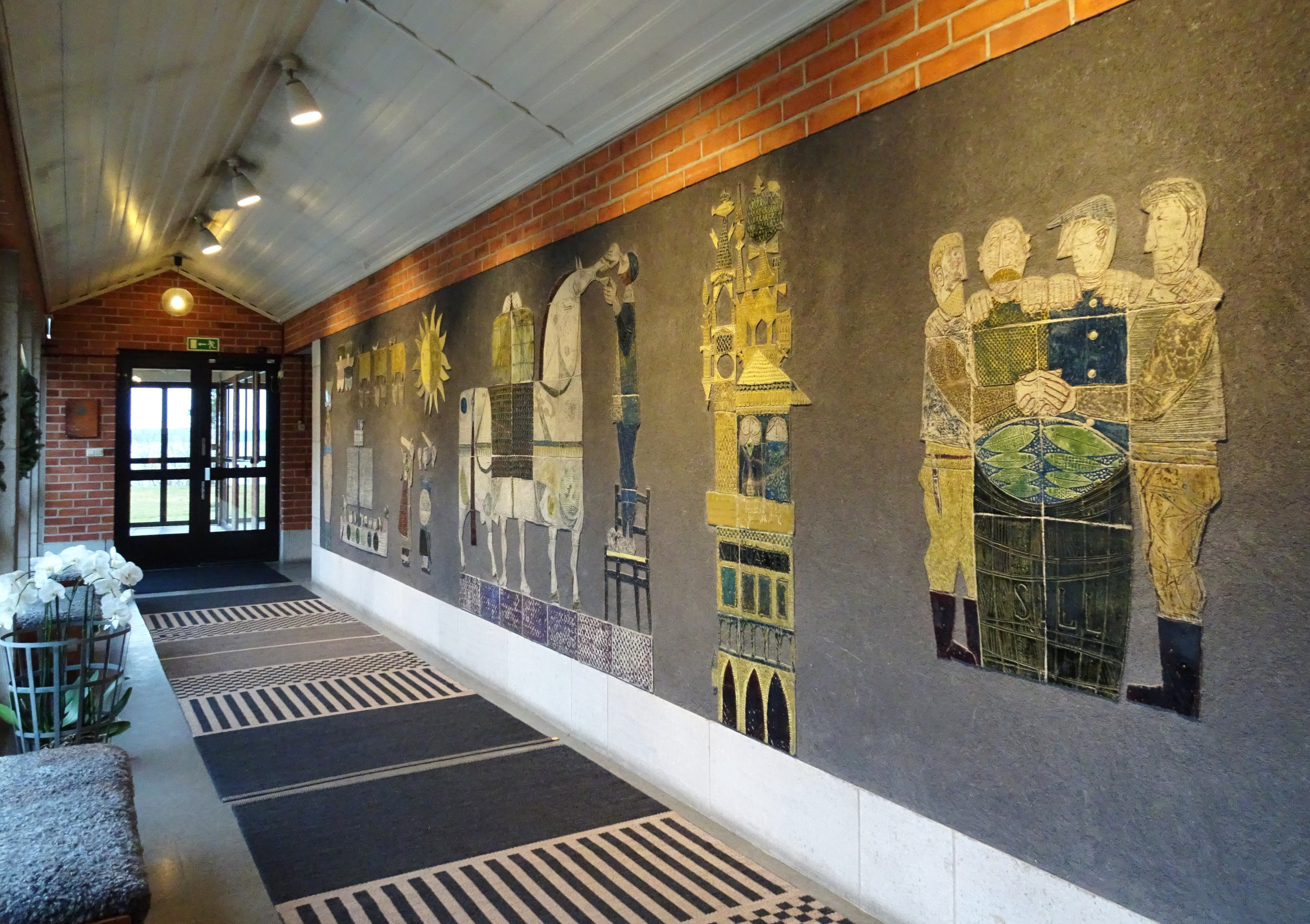
Stig Lindbergs väggutsmyckning.

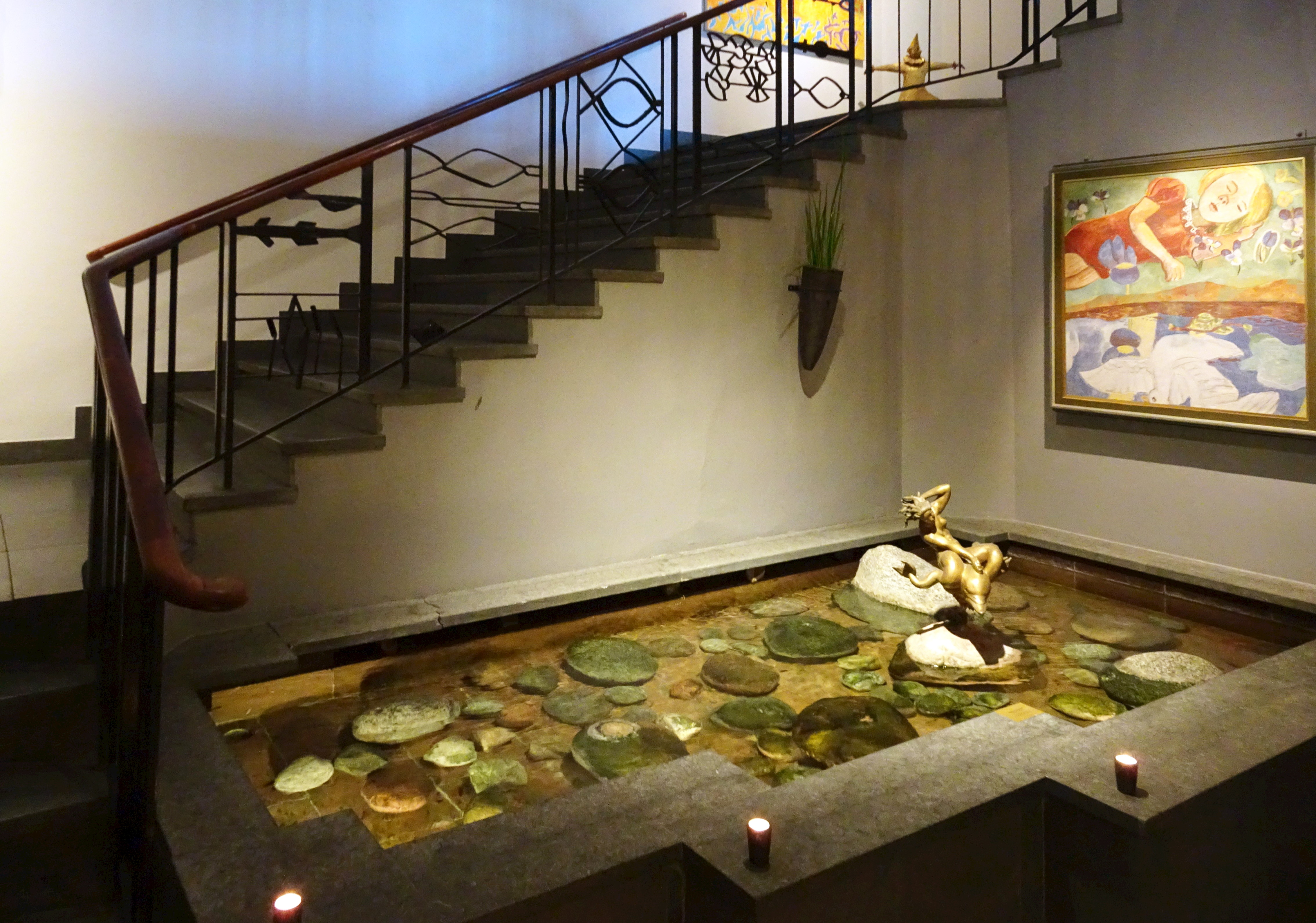
Vattenspegel med Milles Najad på delfin och Sjögrens symboliska trappräcke.

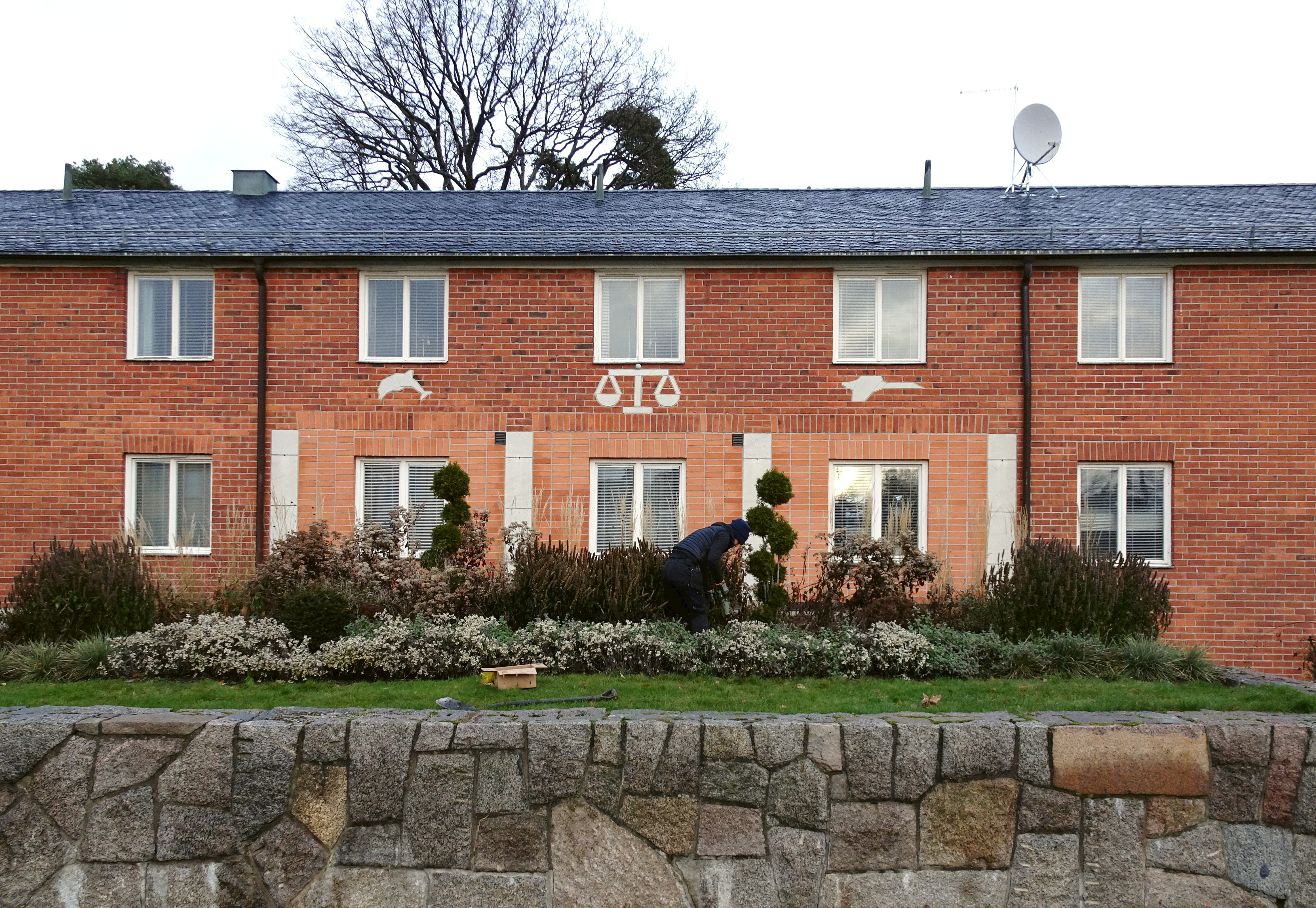
Hotellängan från 1960-talet med fasadutsmyckning ”Delfinen”, ”Vågen” och ”Svanen” mot Saltsjögränd.

Planeringen för den nya konferens- och utbildningsanläggningen började redan på 1940-talet och anförtroddes KFAI:s arkitekt Dag Ribbing. Från år 1947 existerar en modell över den tilltänkta anläggningen, men nybyggnadsförslaget enligt modellen utfördes aldrig. 
Det som utfördes på 1950-talet och invigdes 27 september 1959 består av fyra byggnadskroppar med bland annat matsal (närmast Skärtofta), aula (idag kallad "Vårgårdsalen"), en länga med undervisningslokaler och en lektions- och demonstrationssal (idag kallad "Albin Johanssonsalen") samt en länga med hotell- och kontorsrum. I centrum med entré från söder anordnades reception och lobby. Allt är sammankopplat via passager, förbindelsebyggnader och väderskyddade gångar av olika slag, så att man kan ta sig torrskodd mellan alla byggnader inklusive Skärtofta. Längst i norr står gamla Skärtofta som byggdes om för att passa den nya verksamheten.  
Ribbing lade ner stor arkitektoniskt omsorg för att ansluta det nya komplexet till den gamla villan. Skärtofta fick behålla sin dominerande roll och därifrån sker en nedtrappning i den sluttande terrängen. Bland annat kopplade Ribbing nybyggnaden till Skärtofta via en låg förbindelsegång som nås från villans källarplan. Han valde även skiffer som takbeläggning på alla nya byggnader (utom matsalen som har koppartak) och upptog motivet med ett hörntorn i rött tegel. Det visade sig att teglet som använts till Skärtoftavillan var mindre i storlek än det tegel som fanns på marknaden på 1950-talet. Man fick beställa specialtillverkat murtegel tillverkat av Höganäs så att de nya byggnaderna harmonierade med de gamla.

### Konstnärlig utsmyckning
I samband med bygget för etapp 1 anlitades ett antal kända konstnärer för utsmyckningen av de nya lokalerna. Bland dem fanns skulptören Axel Wallenberg som skapade Tolv motiv ur människans dagliga liv i aulan. Det rör sig om tolv konsolavslutningar huggna i kalksten som bär upp aulans takstolar. De symboliserar bland annat "Studier", "Fritid", "Heminköp", "Bondkvinna", "Samarbete" och "Industri". Här försökte Wallenberg, liksom Ribbing, att anknyta stilen till Skärtoftas skulpturala arbeten och han besökte museer och arkiv för att finna inspiration.
Intressant är även trappräcket i konstsmide som följer trappan från entrén i Forum och två våningar upp till skolbyggnaden. Räcket är formgivet av skulptören Christer Sjögren med symboliska figurer från natur- och djurriket som skulle förstärka trappans funktion, nämligen uppstigandet. Längst ner förekommer motiv från "havet" med fiskar. Här finns även en liten spegeldamm med vackra stenar och en miniatyr av Carl Milles Najad på delfin. Andra trappavsatsen illustrerar "stranden" med maneter och skaldjur, därefter följer "landet" med bland annat får, tupp, igelkott och skalbagge. Överst, där trappräcket slutar, symboliseras "luften" med diverse fåglar.
För fast konstnärlig utsmyckning stod även formgivaren Stig Lindberg som vid den tiden var konstnärlig ledare på Gustavsbergs porslinsfabrik. Han utförde en svit väggdekorationer i keramik som symboliserar handel och transport. Där finns männen kring en silltunna med ett symboliskt handslag och en stor häst vars last med texten "denna sida upp" symboliserar den svenska exporten.
Förutom kostnaderna för själva bygget hade 4 procent av de totala byggnadskostnaderna lagts på konstnärlig utsmyckning. Samtidigt med invigningen i september 1959 firade KF 60-årsjubileum, och alla gåvor i form av konst placerades på Vår Gård.

## Byggnader, etapp 2
I nästa byggnadsetapp, som omfattade området söder om Vår Gårds huvudentré, revs Marcus Wallenbergs Villa Furubo som KF hade förvärvat 1960. Istället uppfördes tre hotellbyggnader ”Vågen”, ”Delfinen” och ”Svanen” som byggdes i "U"-form kring en innergård och tillsammans innehåller 121 hotellrum på två plan. Även här var Dag Ribbing arkitekt och han gestaltade husens exteriör i liknande stil som tidigare; rött tegel och skiffertak. Anläggningen invigdes 1967.

## Historiska bilder

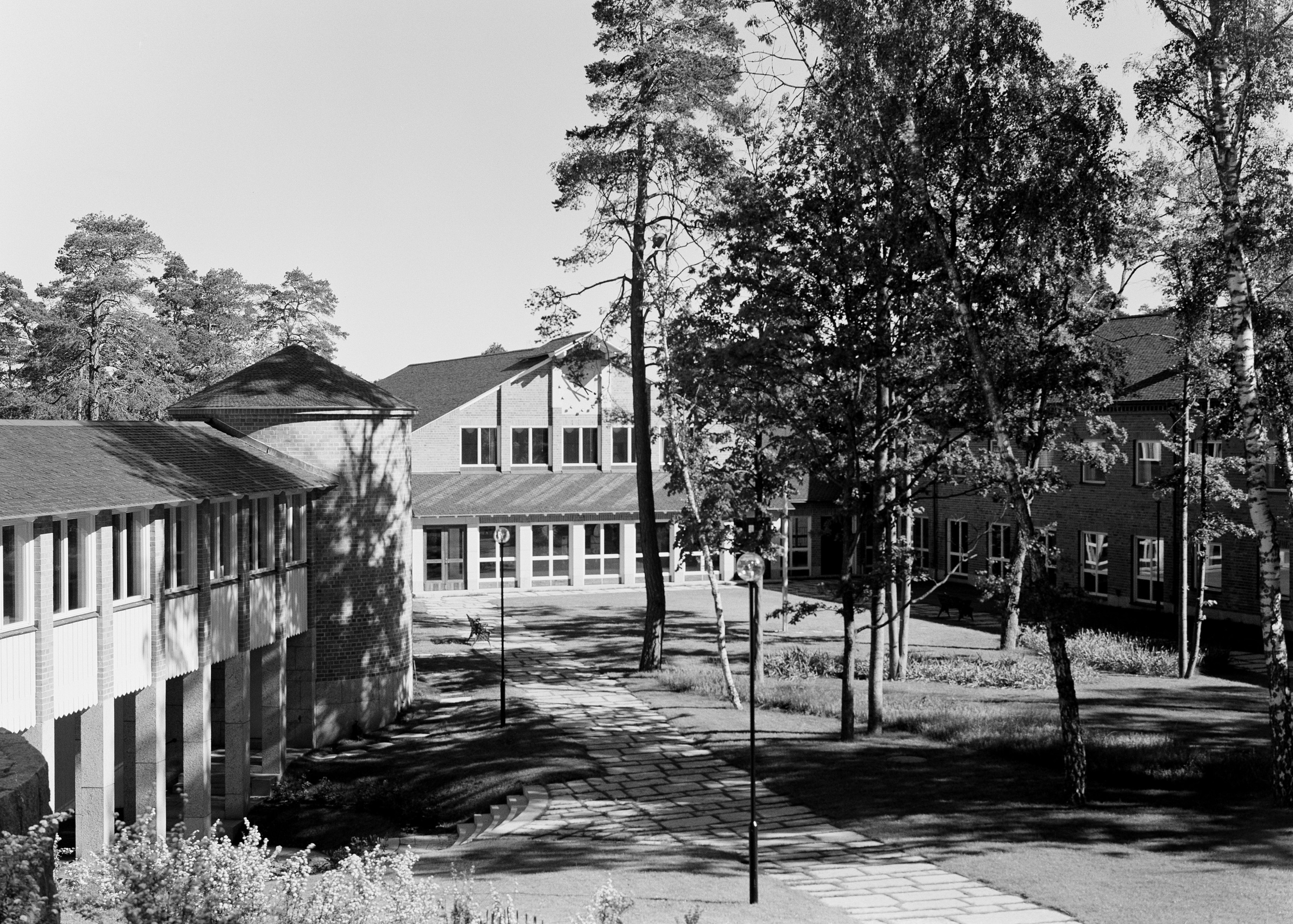
Byggnader kring innergården mot norr
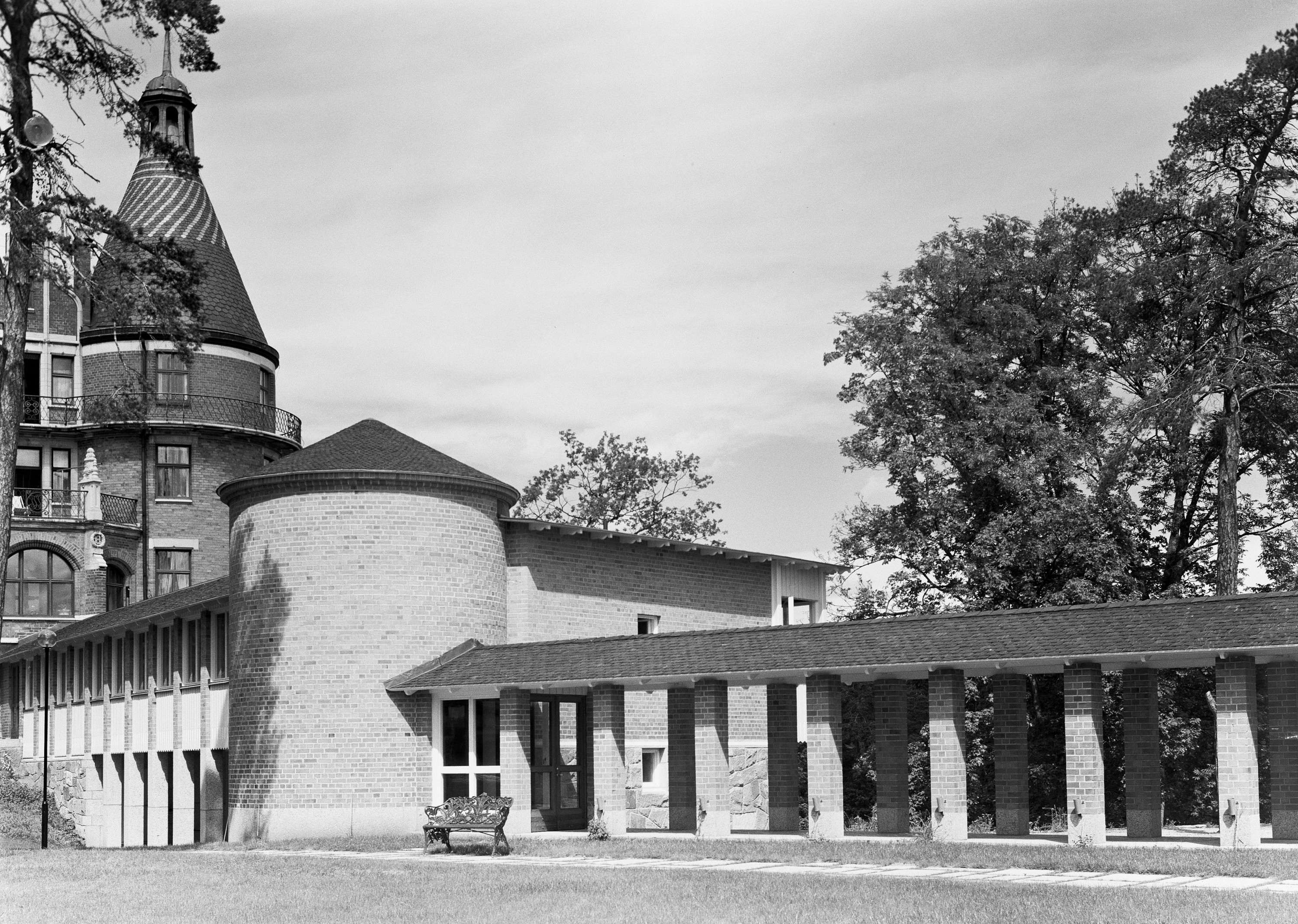
Hörntorn, matsalen och Skärtofta
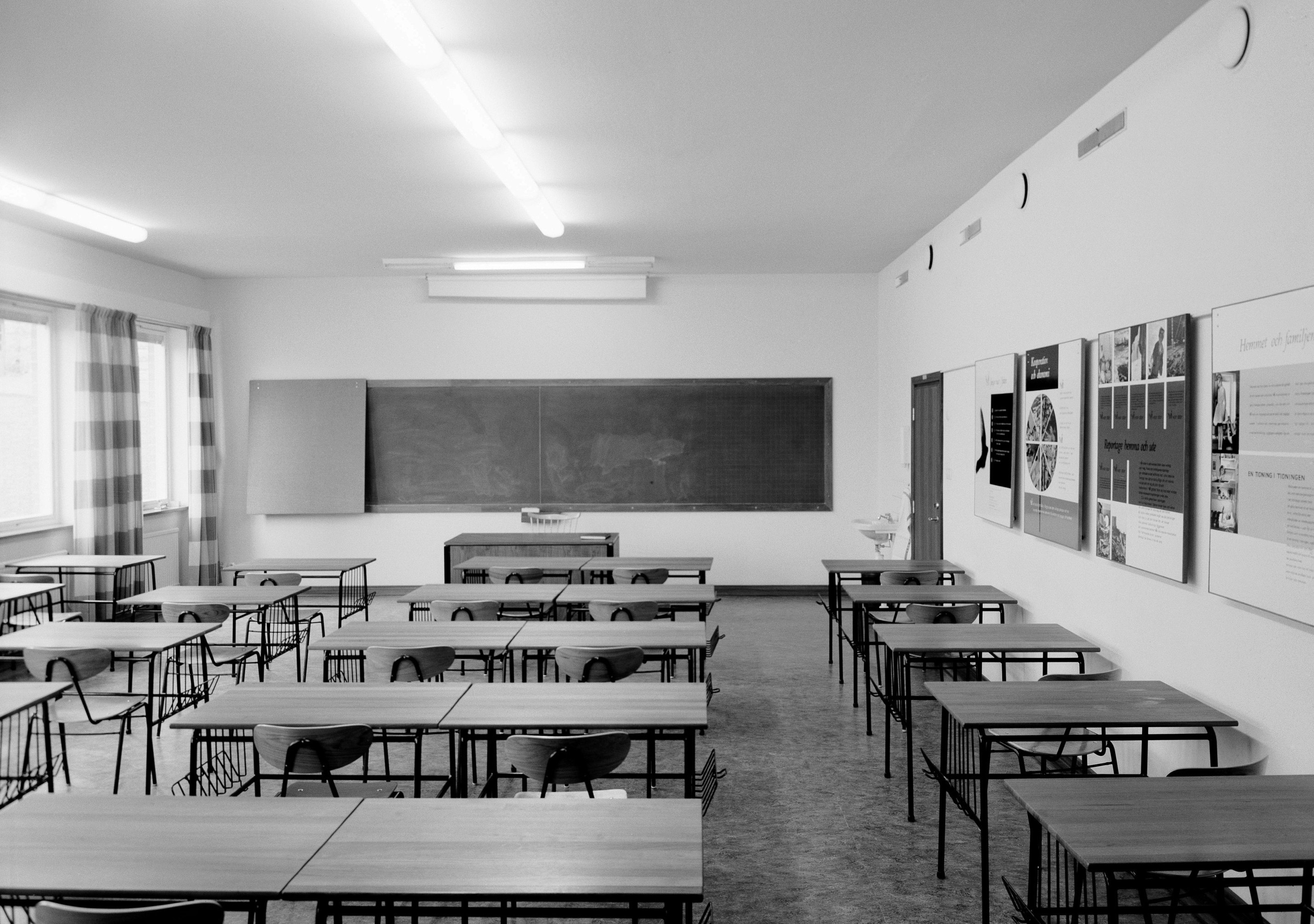
Lektionssal
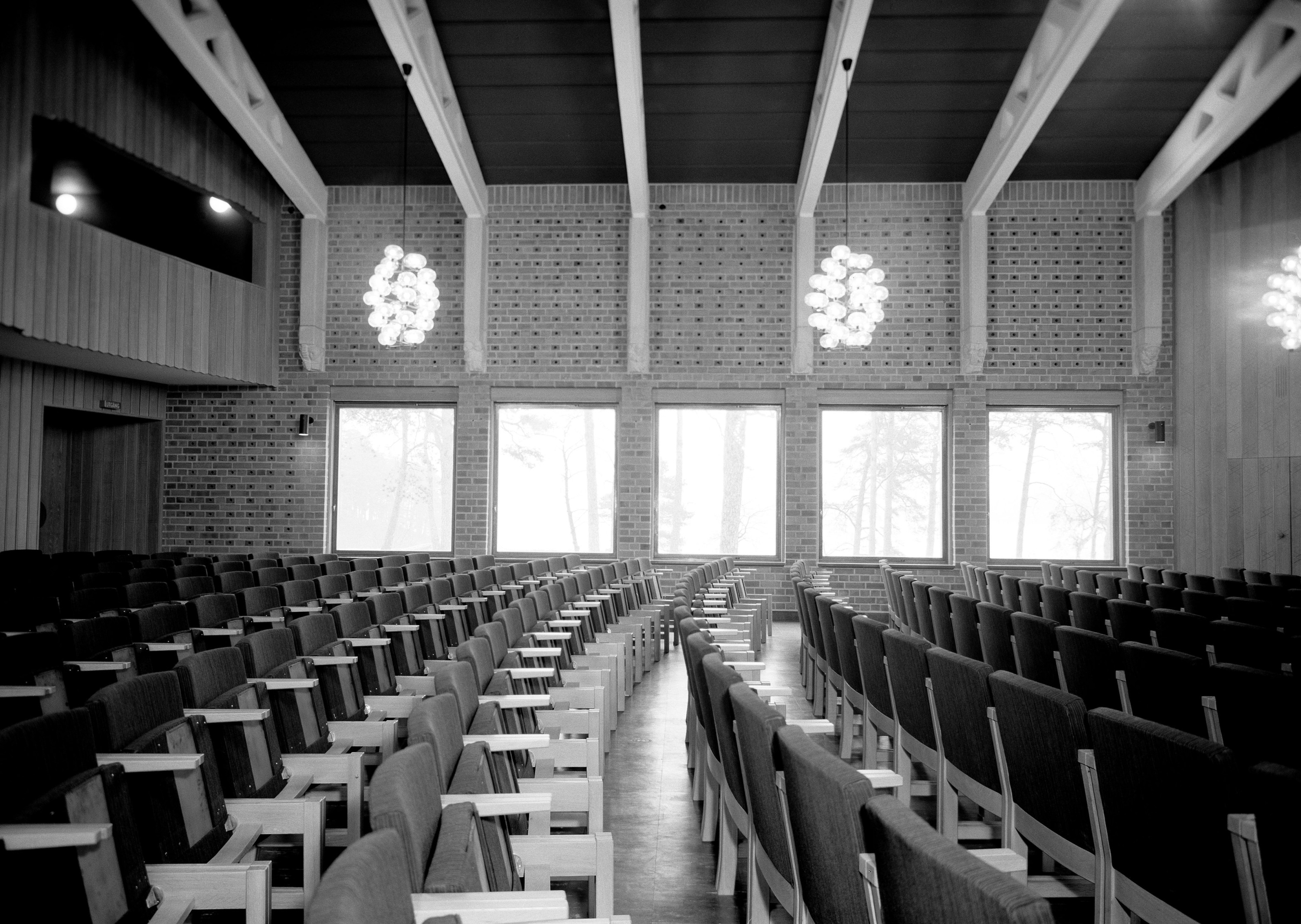
Aulan (Vårgårdsalen)
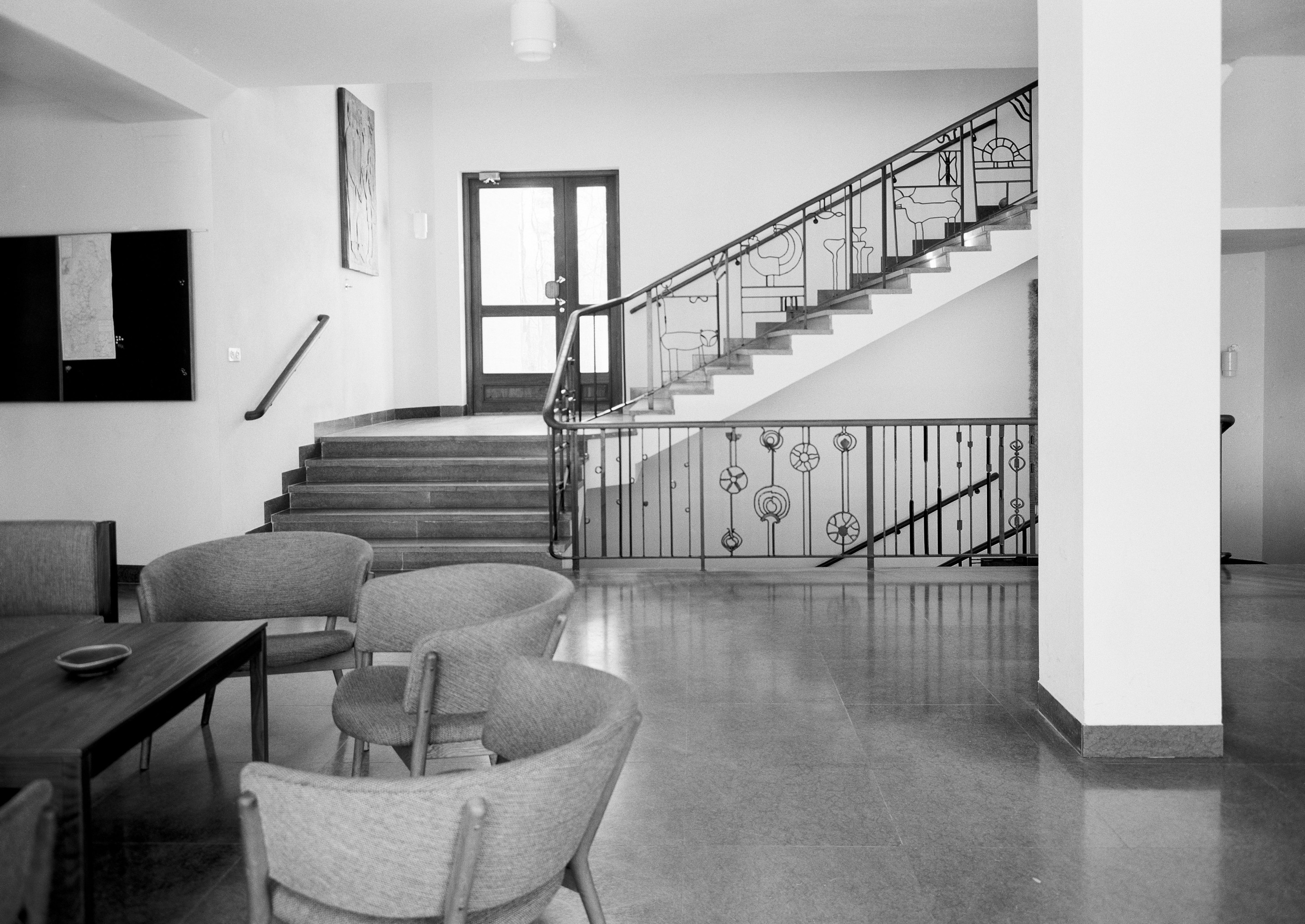
Trapphall på mellanplanet

## Nutida bilder

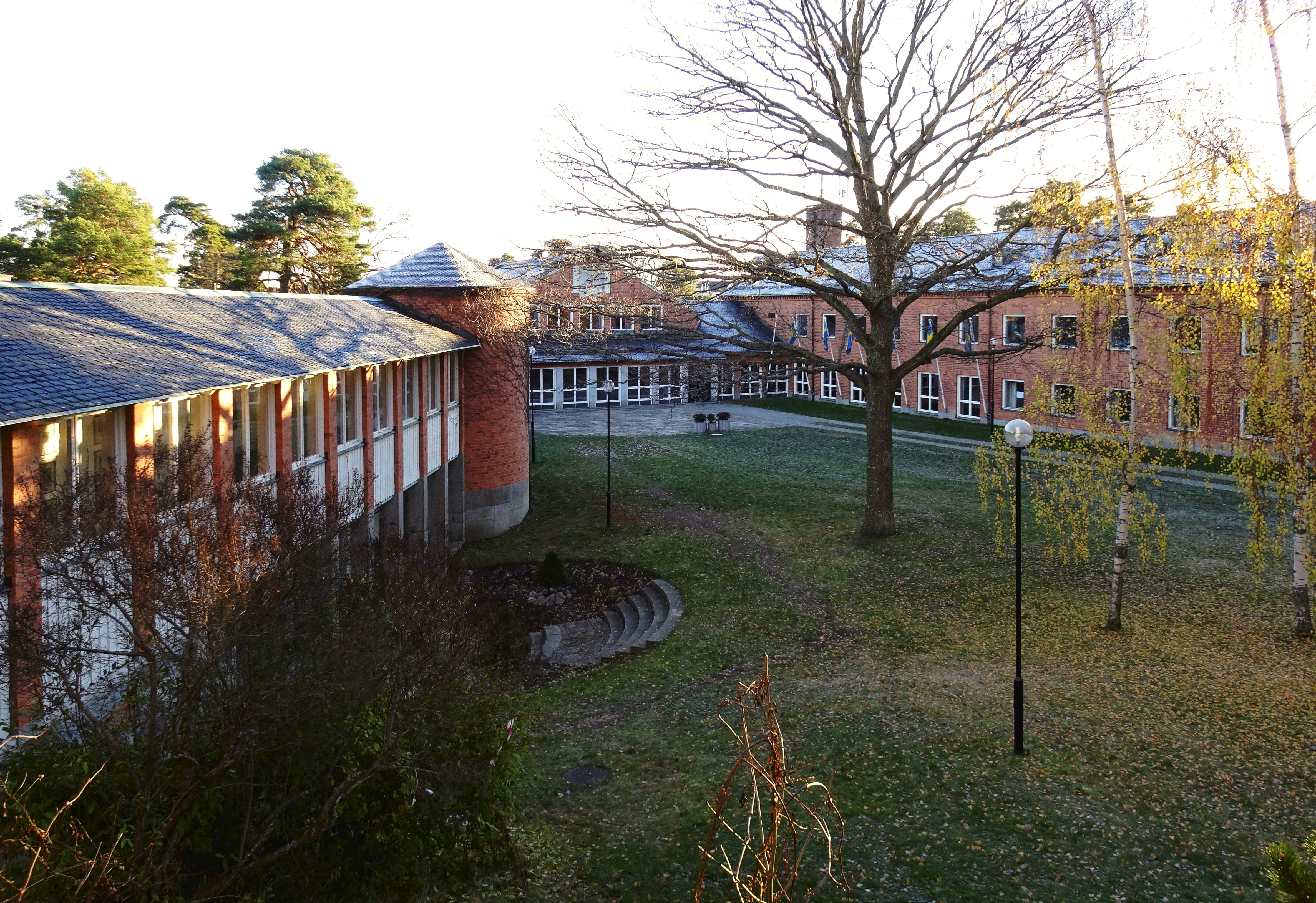
Byggnader kring innergården mot norr
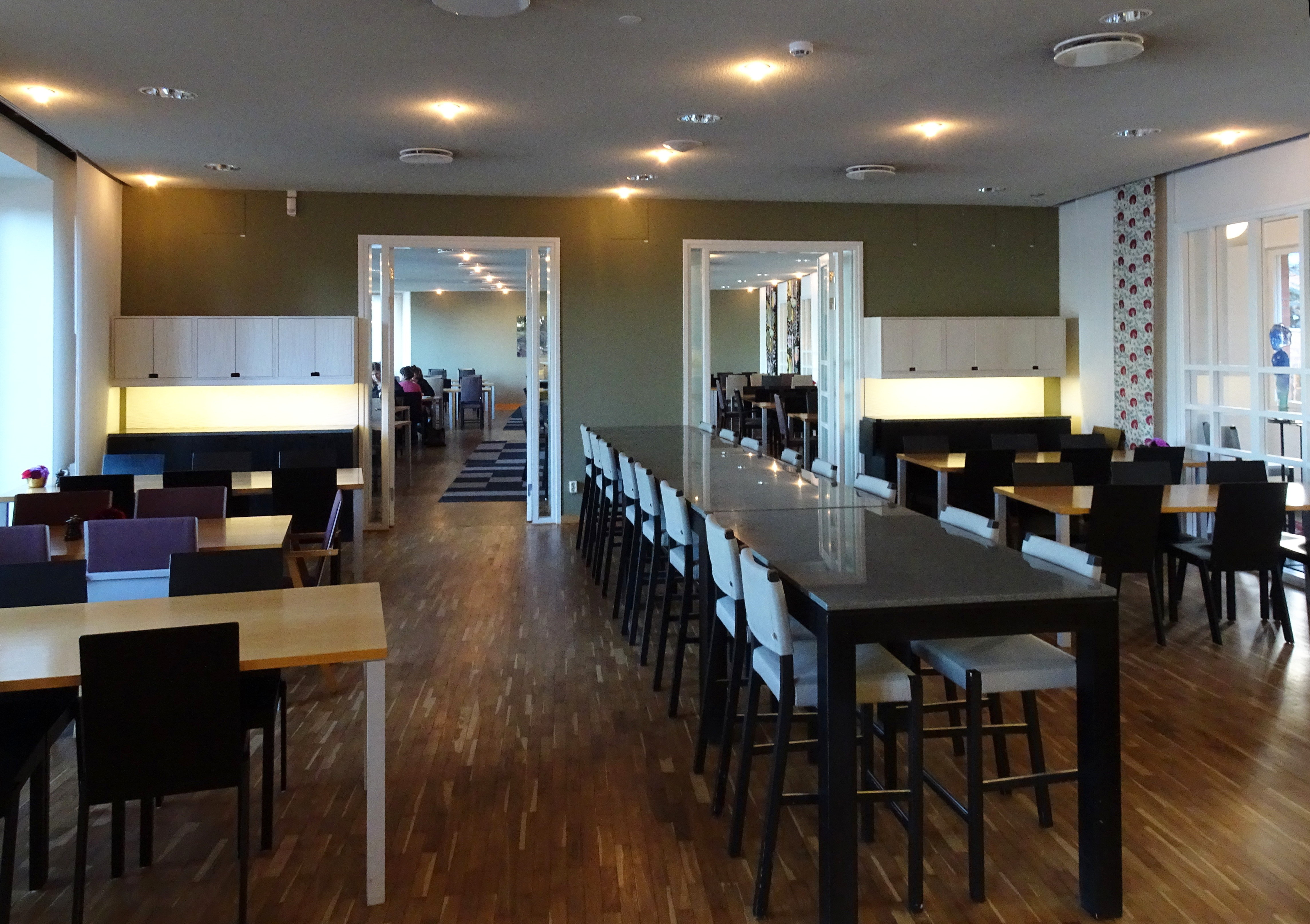
Matsalen
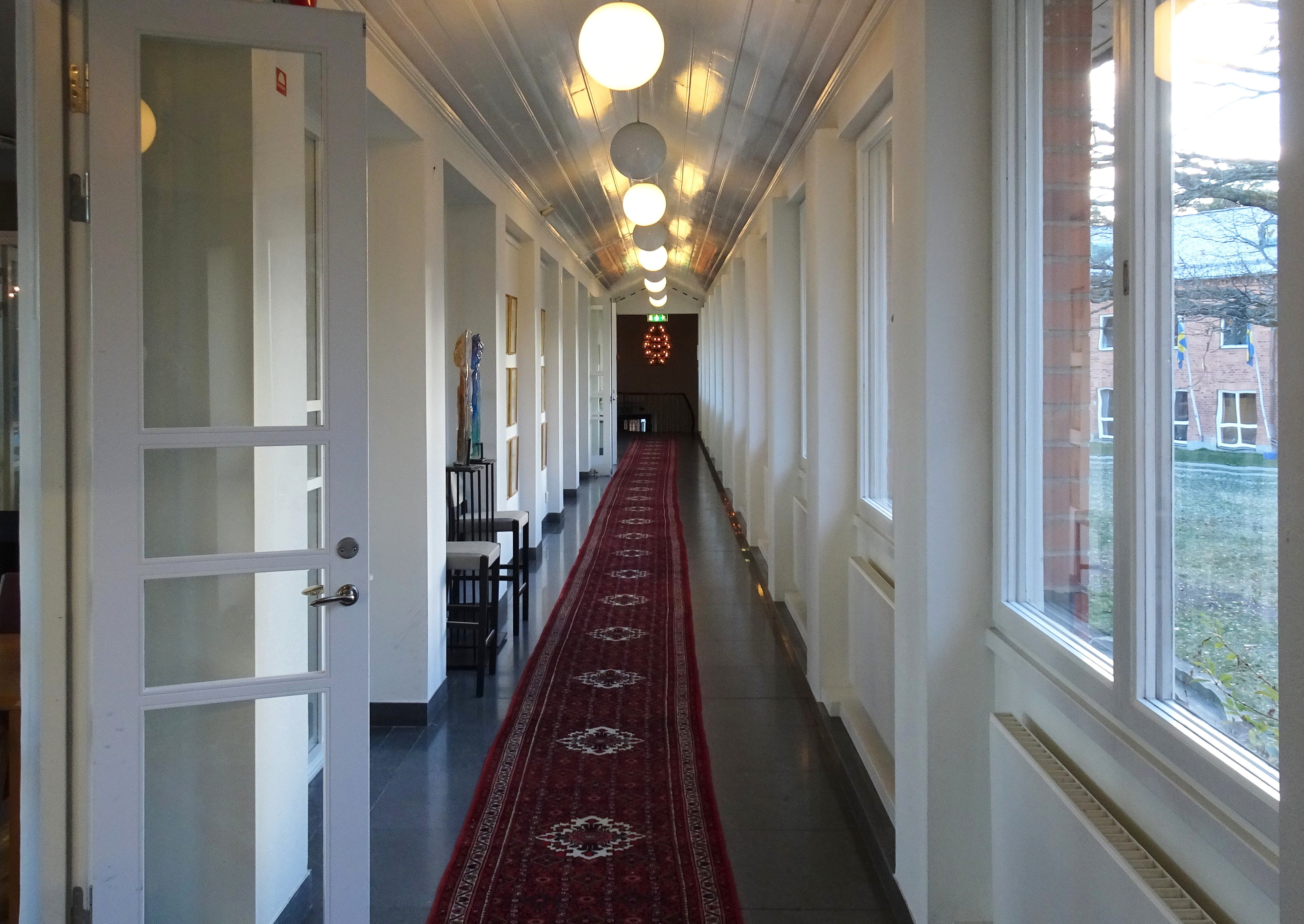
Förbindelsegången till Skärtofta
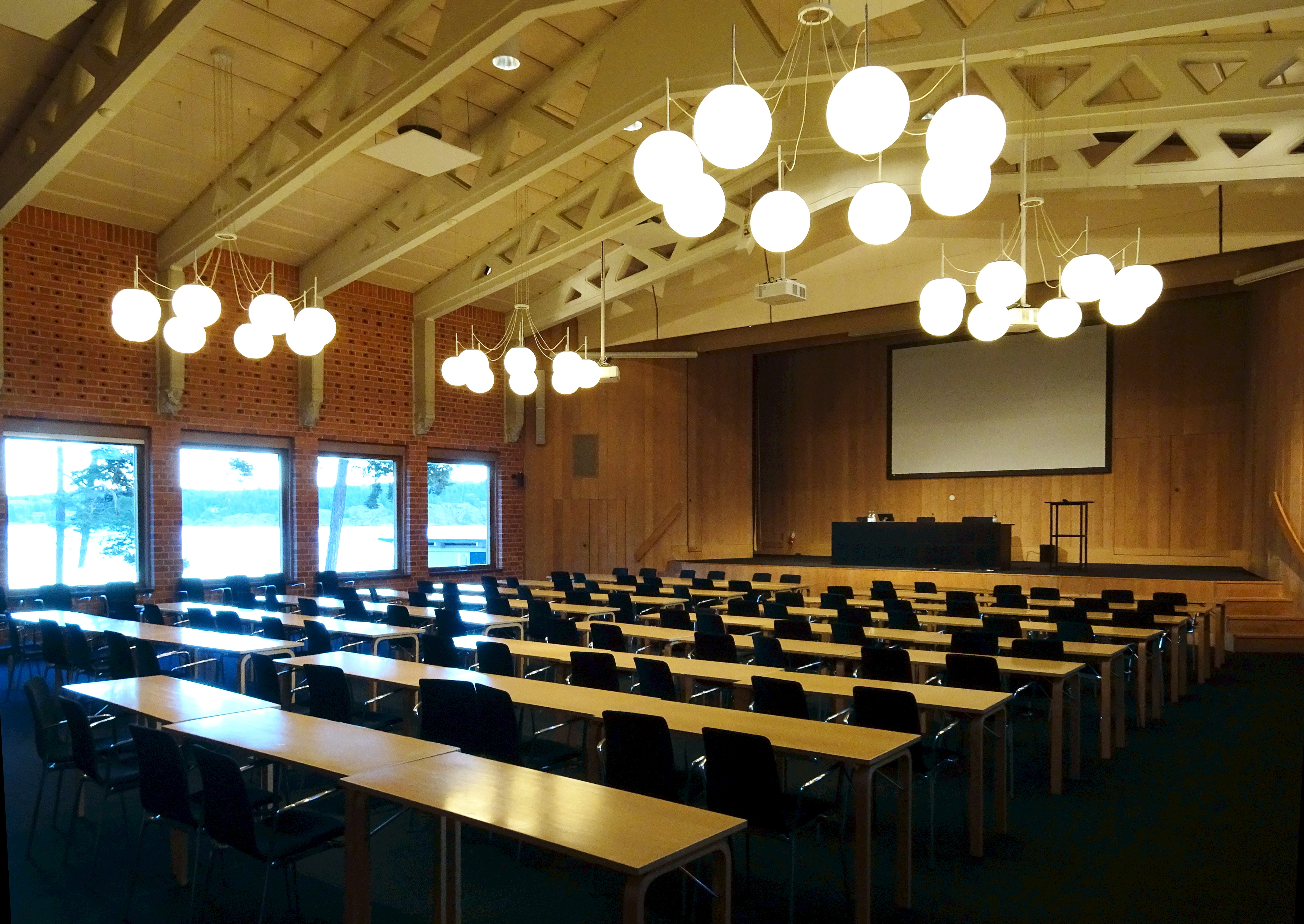
Aulan (Vårgårdsalen)
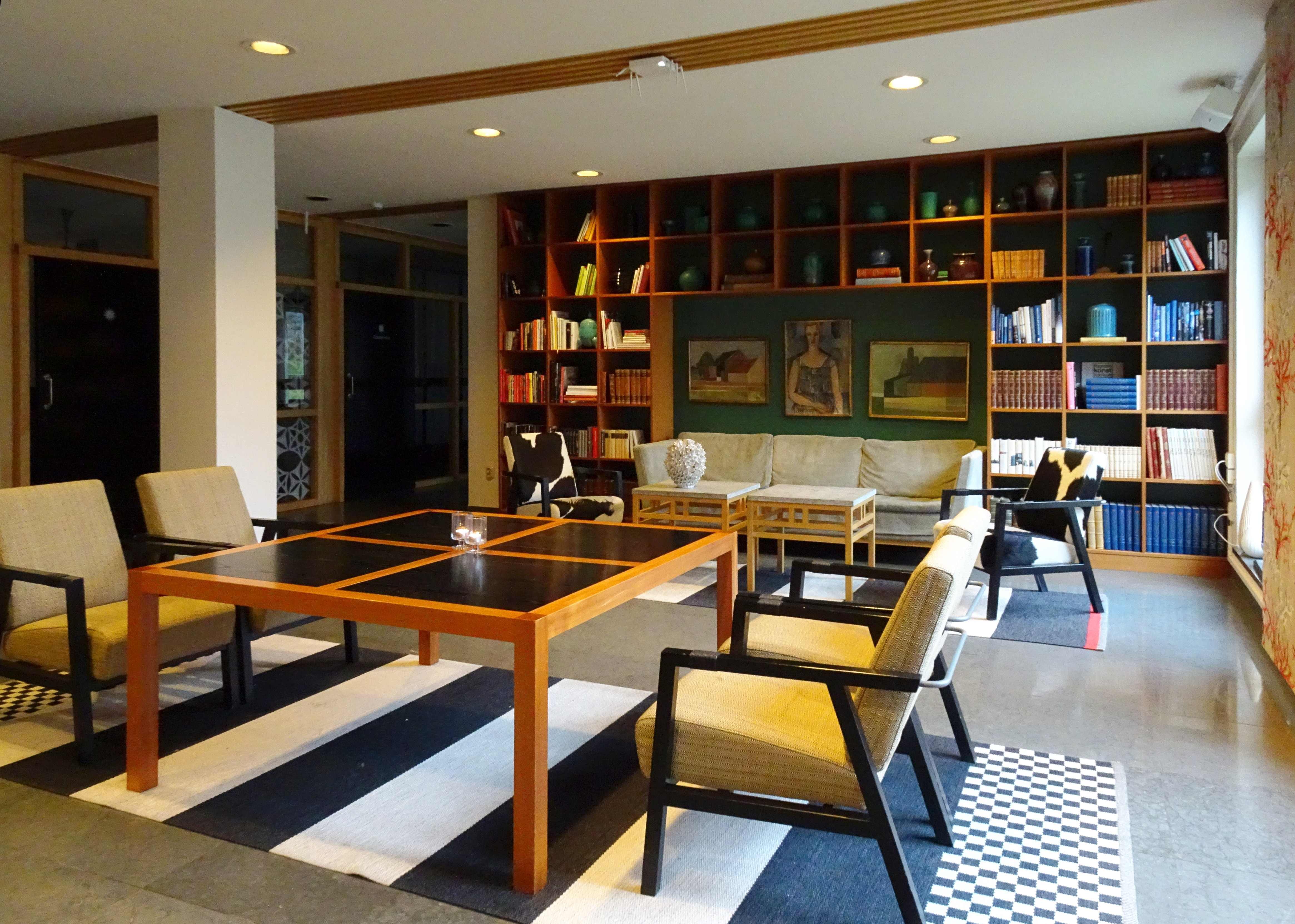
Trapphall på mellanplanet